# Prescripció (dret)
Prescripció és en dret, l'adquisició o extinció de drets per haver transcorregut un cert lapse de temps en determinades condicions. Així, pel transcurs del temps, es consoliden situacions de fet, s'adquireixen coses que fins aleshores eren alienes per la institució coneguda com a usucapió, ...
La prescripció extingeix les pretensions relatives a drets disponibles, tant si s'exerciten en forma d'acció com si s'exerciten en forma d'excepció.
S'entén com a pretensió el dret a reclamar d'altri una acció o una omissió. S'interromp el còmput per la reclamació judicial o extra judicial. A Catalunya hi ha tres terminis prescriptius per interposar accions judicials en matèria civil: decennal, triennal i anual (Codi Civil de Catalunya Llibre I, Títol II, Capítol I).
Al contrari de la caducitat, la prescripció ha de ser al·legada per la part a la qual beneficia.
Un termini de prescripció pot ser interromput per l'actuació del fiscal, o pels actes de la part a la qual perjudica, de tal manera que un acte judicial a instància de part pot fer aturar el compte del termini. Una vegada resolta la qüestió per una actuació judicial, el termini torna a comptar.